# Asociación de Escritores Proletario-Revolucionarios
La Asociación de Escritores Proletario-Revolucionarios (en alemán Bund proletarisch-revolutionärer Schriftsteller), fundada el 19 de octubre de 1928 en la República de Weimar, fue una asociación de escritores vinculada al Partido Comunista de Alemania (KPD).
Los miembros formaban parte de dos grupos: por un lado, los escritores «burgueses» y por otro los proletarios, como Hans Marchwitza, Willi Bredel y Kurt Held. La lucha por el poder entre ambos bandos caracterizó el desarrollo de la asociación.
En 1931 Georg Lukács, que fue uno de los fundadores teóricos del realismo socialista, intervino en las discusiones del grupo.
La publicación de la asociación, Die Linkskurve, apareció por última vez en enero de 1933. Después de la llegada al poder de Adolf Hitler, la asociación continuó existiendo en Praga, París, Viena y Suiza.

## Miembros (selección)
- Bruno Apitz
- Erich Arendt
- Theodor Balk
- Johannes R. Becher (miembro fundador)
- Herbert Bochow
- Julian Borchardt (miembro fundador)
- Willi Bredel
- Elfriede Brüning
- Albert Daudistel
- Andor Gábor
- Karl Grünberg (miembro fundador)
- Fritz Hampel (miembro fundador)
- Willy Harzheim
- Kurt Kläber (miembro fundador)
- Egon Erwin Kisch (miembro fundador)
- Jan Koplowitz
- Berta Lask (miembro fundador)
- Maria Leitner
- Hans Lorbeer (miembro fundador)
- Hans Marchwitza
- Klaus Neukrantz
- Erwin Piscator
- Paul Polte alias Peter Polter
- Ludwig Renn (miembro fundador)
- Frida Rubiner
- Jan Petersen
- Anna Seghers (miembro fundador)
- Alexander Graf Stenbock-Fermor
- Bernhard  y Charlotte Temming
- Berta Waterstradt
- Jakob Weber
- Erich Weinert (miembro fundador)
- Franz Carl Weiskopf
- Helmut Weiß alias Hans Wendt
- Karl August Wittfogel
- Friedrich Wolf
- Carl Wüsthoff
- Max Zimmering
- Hermynia Zur Mühlen